# Paul Z’dun
Paul Joseph Z’dun, Künstlername Paul Doon, (* 15. Juni 1904 in Harbke, Landkreis Neuhaldensleben; † 20. Juni 1981 in Dahlen, Kreis Brandenburg-Land) war ein deutscher „komischer Radfahrer“.

## Biografie
Mit 14 Jahren entdeckte Paul Z’dun, der in seinem Heimatort eine Ausbildung zum Schmied machte, sein Talent zum Kunstradfahren und trat dem Arbeiterradsportverein Frischauf bei. Sechs Jahre später wurde er Gaumeister im Einer-Kunstradfahren. Etwa zu dieser Zeit stieß er zur Troupe Sylwest, deren Artistinnen und Artisten auf sehr hohen Einrädern, sogenannten „Stangenrädern“, fuhren, trat aber auch mit anderen Gruppen, wie etwa den Deblars, auf.
Ab 1925 ging Z’dun eine Partnerschaft mit Fritz Hellars ein, ebenfalls Artist der Sylwest-Gruppe, mit dem er als Duo P.&F. Hellars auftrat. Dabei übernahm Hellars die Rolle des dummen Augusts, während Z’dun den Schwerpunkt auf die Fahrrad-Artistik legte. Sponsor des Duos waren die Triumph-Fahrradwerke in Nürnberg, auf deren Rädern die beiden Männer ihre Kunststücke vorführten. Auch nutzten sie Einräder mit einer Sattelhöhe von bis zu sieben Metern, die Paul Z’dun, der gelernte Schmied, wahrscheinlich selbst gebaut hatte. Mit zunehmendem Erfolg nannten sich die Artisten, die in Homberg (heute Duisburg) ihren festen Standort hatten, auch Fleur & Feuille (Blüte und Blatt). Sie nahmen Engagements in Amsterdam, Wien, Prag, Rotterdam, Dresden und Frankfurt am Main wahr; in den Jahren 1925, 1926 und 1928 traten sie auch in Finnland auf. Eine Reise nach Übersee kam indes für Paul Z’dun nicht in Frage, weil er nicht schwimmen konnte und panische Angst vor Wasser und Schiffen hatte.
Von 1936 an arbeitete Paul Z’dun unter den Künstlernamen Fleur, Fleuret oder Paul Doon allein als „komischer Trickradfahrer“. Als „Trunkenbold auf dem Rade“ waren seine Markenzeichen ein zerknautschter Hut und ein Schnauzbart, später kamen noch eine Zigarre und eine Knollennase hinzu. Er hatte zahlreiche Auftritte in Kabaretts und Varietés sowie in bekannten Zirkussen: Althoff, Barlay, Busch und Roland. Er lebte wieder in seinem Heimatort Harbke; während eines seiner Engagements lernte er in Köln seine künftige Frau Pauline kennen, die er 1942 heiratete.
Während des Zweiten Weltkriegs tourte Paul Z’dun regelmäßig von Mai bis Juli mit der NS-Organisation Kraft durch Freude und trat weiterhin in Varietés auf. 1944 wurde er als Soldat eingezogen. Die gemeinsame Wohnung der Eheleute in Köln wurde ausgebombt, und nach Kriegsende zogen Z’dun und seine Frau nach Großwusterwitz (Landkreis Jerichow II) in der Nähe von Brandenburg (Havel), wo Z’dun ein großes Grundstück besaß.
Nach Kriegsende konnte Z’dun an seine alten Erfolge anknüpfen und trat erneut abwechselnd in Zirkussen und Varietés auf. Später attestierte ihm ein Zirkuskollege in einem Nachruf „einen unverwüstlichen, trockenen, skurrilen Humor“. Er habe Komik und Können zu einem „harmonischen Ganzen“ verbunden.

„In einem Hotel schrieb er als Beruf ‚Radfahrer‘ in das Meldebuch, was die Polizei […] nicht anerkannte […] – die Ordnungshüter fühlten sich gefoppt. Er versuchte zu erklärten, dass er im Zirkus beruflich Rad fährt. Dann müsste er eben ‚Artist‘ schreiben, wurde ihm gesagt. Doon blieb hartnäckig: ‚Ich bin aber kein Artist‘. Die Polizei war genervt und entgegnete, dass er dann Kunstradfahrer schreiben solle. Bescheiden aber antwortete Doon: ‚Mit Kunst hat das aber nichts zu tun.‘ Schließlich einigte man sich, er schrieb ins Buch: ‚Komischer Radfahrer‘.“

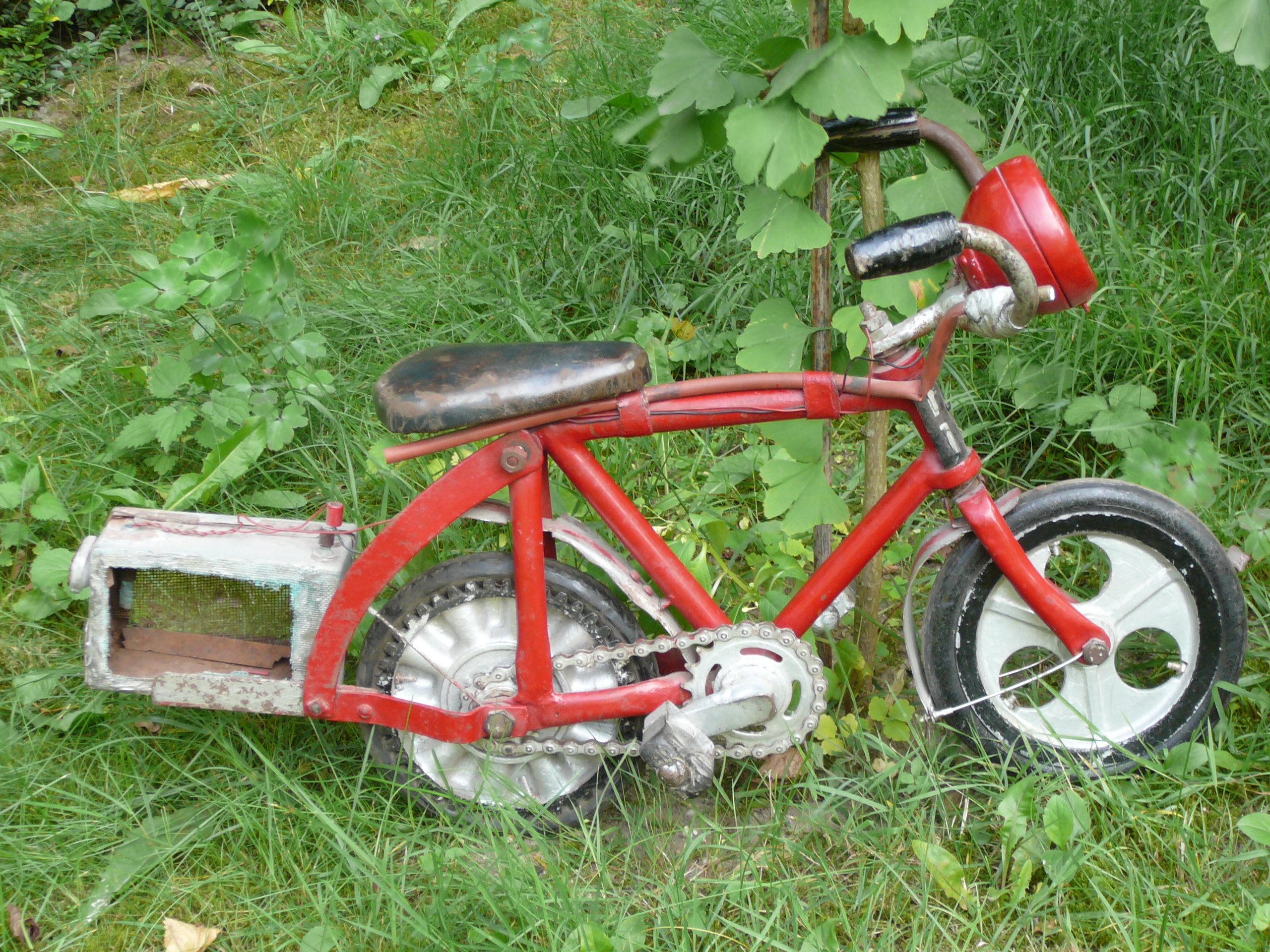
Selbstgebautes Minirad von Paul Z’dun (Lenkerhöhe 40 Zentimeter)

Ab 1954 waren Gastspiele im Westen für Paul Z’dun nicht mehr möglich. Er tourte nur noch durch die DDR und die Staaten des Ostblocks und hatte auch ein Engagement beim Moskauer Staatszirkus. Seine Requisiten waren Einräder, zerlegbare Räder und Sonderanfertigungen wie etwa ein Minirad sowie eine Ratsche, die Motorengeräusch imitierte, ein Lenkerschalter, mit dem er Feuerwerkskörper zünden konnte, und ein Gummiball, mit dem er vom Lenker aus Puder in die Luft blasen lassen konnte, um Abgase vorzutäuschen. Prunkstück seiner ausgefallenen Räder war eines mit einem Baldachin, für das er sich von dem Wusterwitzer Puppenspieler Wilhelm Götze (Vater Götze) einen Hexenkopf hatte schnitzen lassen, der auf einem Strohkörper saß. Die Hexe winkte mit einem Gummiarm, wenn Z’dun aus der Manege fuhr.
Im Jahre 1961 hatte Paul Z’dun seine letzten Auftritte. Von einer Tournee durch Bulgarien brachte er zwei Esel mit, betrieb auf seinem Wusterwitzer Grundstück eine kleine Eselzucht und arbeitete in der Gaststätte „Waldkater“ seiner Frau mit. Seine letzten Jahre verbrachte er im Pflegeheim Dahlen bei Gräben, 25 Kilometer von Wusterwitz entfernt, wo ihn seine Frau jedes Wochenende mit dem Fahrrad besuchte.

## Gedenken
An seinem letzten Wohnort wird in einer Dauerausstellung des Heimat- und Kulturvereins Wusterwitz der beiden örtlichen Originale Paul Z’dun und Wilhelm Götze gedacht. Dort ist das kleinste Rad von Z’dun ausgestellt.